# Felipe I de Baden
Felipe I de Baden (6 de noviembre de 1479 - 17 de septiembre de 1533) fue margrave de Baden desde 1515 hasta 1533. Asumió la administración de las posesiones de su padre en Baden (Baden-Baden), Durlach, Pforzheim y Altensteig y partes de Eberstein, Lahr y Mahlberg en 1515, así como el cargo de gobernador hasta que heredó los territorios en 1527. Desde 1524 hasta 1527 también actuó como gobernador imperial en el segundo Reichsregiment.

## Vida
Felipe era el quinto hijo del margrave Cristóbal I de Baden y Otilia de Katzenelnbogen. Su padre pretendía evitar dividir la herencia y consideraba a Felipe como su hijo más capaz, de manera que quería que Felipe heredase la soberanía sobre todos sus territorios. Deseaba que Felipe se casara con Juana, la heredera del margrave Felipe de Hachberg-Sausenberg — una rama menor de la casa de Baden, de forma que Felipe se convertiría en soberano de un territorio considerable. El plan fracasó a causa de la resistencia del rey francés.
Debido a la resistencia de los mundanos hermanos de Felipe, Cristóbal más tarde cambió su testamento dos veces. El hermano de Felipe Bernardo III heredó los territorios en la orilla izquierda del Rin, su hermano Ernesto heredó las baronías de Hachberg, Usenberg, Sausenburg, Rötteln y el castillo de Baden en Badenweiler en Baden meridional.
Felipe luchó en el lado francés durante las guerras italianas. En 1501 comandó un barco en la flota francesa que apoyaba a Venecia en la guerra contra los turcos.
Durante su reinado, Felipe se tuvo que enfrentar a una ola de rebeliones por todo el sur de Alemania. A continuación del movimiento Bundschuh y de nuevo bajo el liderazgo de Joss Fritz, los campesinos se alzaron y combatieron por sus derechos, llevando a menudo al abuso y la violencia. Los rebeldes marcharon a través de Durlach hasta el monasterio de Gottesaue, que fue saqueado y completamente destruido — a la vista del margrave. Respondió atacando las casas de los rebeldes y, por ejemplo, mandó prender fuego a tres casas en Berghausen. El verdadero propósito, sin embargo, era el territorio del obispo Jorge de Espira, quien finalmente se escapó a la corte del Elector Palatino en Heidelberg. No fue hasta 1525 que el elector Luis V y su ejército consiguieron terminar con la insurgencia. El 25 de mayo de 1525, Felipe concluyó el tratado de Renchen con sus campesinos.
Murió en 1533 sin herederos varones. Sólo le sobrevivió una de sus seis hijos, María Jacoba (1507–1580). En 1522, se casó con el duque Guillermo IV de Baviera. Sus dos hermanos, Ernesto y Bernardo III dividieron su herencia entre ellosː los margraviatos resultantes de Baden-Durlach y Baden-Baden sólo se reunificarían en 1771.

## Tumba
La tumba del margrave Felipe I de Baden se encuentra en la colegiata de Baden-Baden. Está adornada con una escultura a tamaño natural, luciendo toda la armadura, aunque sin yelmo. La tumba tiene la siguiente inscripción en latín:
SAGRADO POR LA CREENCIA EN DIOS
EL ILUSTRE PRÍNCIPE FELIPE, MARGRAVE DE BADEN,
UN EXCELENTE PRÍNCIPE CON UN PODEROSO CUERPO Y UNA BELLA FORMA,
QUIEN COMENZÓ SU CARRERA COMO CABALLERO CON CARLOS VIII, REY DE FRANCIA;
EN EL ASEDIO DE MILÁN
QUE COMANDÓ PARTE DE LA FLOTA EN EL ASEDIO DE MITILENE
QUE VIAJÓ POR ESPAÑA Y FRANCIA,
QUE FUE GOBERNADOR DEL IMPERIO ALEMÁN DURANTE EL REINADO DEL EMPERADOR CARLOS V,
QUE LOGRÓ GRANDES COSAS EN TIERRA Y EN EL MAR,
QUE MERECIÓ MÉRITO EN CASA CON SABIDURÍA Y MODERACIÓN LOS CIUDADANOS
- A ÉL -
A SU MISMO HERMANO,
ESE FUE el MONUMENTO DEDICADO POR EL ÚLTIMO TESTAMENTO DEL PRÍNCIPE ERNESTO,
VIVIÓ 54 AÑOS 10 MESES 7 DÍAS,
Y MURIÓ EN 1533 EL 17 DE SEPTIEMBRE.
La lápida fue creada en 1537 por Christoph von Urach.

## Matrimonio y descendientes
El margrave Felipe I se casó el 3 de enero de 1503 con Isabel del Palatinado (16 de noviembre de 1483 – 24 de junio de 1522), la hija del elector Felipe. La pareja tuvo los siguientes hijos:
- María Jacoba (25 de junio de 1507 – 16 de noviembre de 1580), se casó en 1522 con el duque Guillermo IV de Baviera (1493 – 1550)
- Felipe (1508 – 1509).
- Felipe Jacobo (n. y m. en 1511).
- María Eva (n. y m. en 1513).
- Juan Adán (n. y m. en 1516).
- Max Gaspar (n. y m. en 1519).

## Ancestros
|  |                                            |  |  |  |  |  |  |  |  |  |  |  |  |  |  |  |
|  | 16. Bernardo I, margrave de Baden-Baden    |  |  |  |  |  |  |  |  |  |  |  |  |  |  |  |
|  |                                            |  |  |  |  |  |  |  |  |  |  |  |  |  |  |  |
|  |                                            |  |  |  |  |  |  |  |  |  |  |  |  |  |  |  |
|  | 8. Jacobo, margrave de Baden-Baden         |  |  |  |  |  |  |  |  |  |  |  |  |  |  |  |
|  |                                            |  |  |  |  |  |  |  |  |  |  |  |  |  |  |  |
|  |                                            |  |  |  |  |  |  |  |  |  |  |  |  |  |  |  |
|  | 17. Ana de Oettingen                       |  |  |  |  |  |  |  |  |  |  |  |  |  |  |  |
|  |                                            |  |  |  |  |  |  |  |  |  |  |  |  |  |  |  |
|  |                                            |  |  |  |  |  |  |  |  |  |  |  |  |  |  |  |
|  | 4. Carlos I, margrave de Baden-Baden       |  |  |  |  |  |  |  |  |  |  |  |  |  |  |  |
|  |                                            |  |  |  |  |  |  |  |  |  |  |  |  |  |  |  |
|  |                                            |  |  |  |  |  |  |  |  |  |  |  |  |  |  |  |
|  | 18. Carlos II, duque de Lorena             |  |  |  |  |  |  |  |  |  |  |  |  |  |  |  |
|  |                                            |  |  |  |  |  |  |  |  |  |  |  |  |  |  |  |
|  |                                            |  |  |  |  |  |  |  |  |  |  |  |  |  |  |  |
|  | 9. Catalina de Lorena                      |  |  |  |  |  |  |  |  |  |  |  |  |  |  |  |
|  |                                            |  |  |  |  |  |  |  |  |  |  |  |  |  |  |  |
|  |                                            |  |  |  |  |  |  |  |  |  |  |  |  |  |  |  |
|  | 19. Margarita del Palatinado               |  |  |  |  |  |  |  |  |  |  |  |  |  |  |  |
|  |                                            |  |  |  |  |  |  |  |  |  |  |  |  |  |  |  |
|  |                                            |  |  |  |  |  |  |  |  |  |  |  |  |  |  |  |
|  | 2. Cristóbal I, margrave de Baden          |  |  |  |  |  |  |  |  |  |  |  |  |  |  |  |
|  |                                            |  |  |  |  |  |  |  |  |  |  |  |  |  |  |  |
|  |                                            |  |  |  |  |  |  |  |  |  |  |  |  |  |  |  |
|  | 20. Leopoldo III, duque de Austria         |  |  |  |  |  |  |  |  |  |  |  |  |  |  |  |
|  |                                            |  |  |  |  |  |  |  |  |  |  |  |  |  |  |  |
|  |                                            |  |  |  |  |  |  |  |  |  |  |  |  |  |  |  |
|  | 10. Ernesto, duque de Austria              |  |  |  |  |  |  |  |  |  |  |  |  |  |  |  |
|  |                                            |  |  |  |  |  |  |  |  |  |  |  |  |  |  |  |
|  |                                            |  |  |  |  |  |  |  |  |  |  |  |  |  |  |  |
|  | 21. Viridis Visconti                       |  |  |  |  |  |  |  |  |  |  |  |  |  |  |  |
|  |                                            |  |  |  |  |  |  |  |  |  |  |  |  |  |  |  |
|  |                                            |  |  |  |  |  |  |  |  |  |  |  |  |  |  |  |
|  | 5. Catalina de Austria                     |  |  |  |  |  |  |  |  |  |  |  |  |  |  |  |
|  |                                            |  |  |  |  |  |  |  |  |  |  |  |  |  |  |  |
|  |                                            |  |  |  |  |  |  |  |  |  |  |  |  |  |  |  |
|  | 22. Siemowit IV de Masovia                 |  |  |  |  |  |  |  |  |  |  |  |  |  |  |  |
|  |                                            |  |  |  |  |  |  |  |  |  |  |  |  |  |  |  |
|  |                                            |  |  |  |  |  |  |  |  |  |  |  |  |  |  |  |
|  | 11. Cimburgia de Masovia                   |  |  |  |  |  |  |  |  |  |  |  |  |  |  |  |
|  |                                            |  |  |  |  |  |  |  |  |  |  |  |  |  |  |  |
|  |                                            |  |  |  |  |  |  |  |  |  |  |  |  |  |  |  |
|  | 23. Alejandra de Lituania                  |  |  |  |  |  |  |  |  |  |  |  |  |  |  |  |
|  |                                            |  |  |  |  |  |  |  |  |  |  |  |  |  |  |  |
|  |                                            |  |  |  |  |  |  |  |  |  |  |  |  |  |  |  |
|  | 1. Felipe I, margrave de Baden             |  |  |  |  |  |  |  |  |  |  |  |  |  |  |  |
|  |                                            |  |  |  |  |  |  |  |  |  |  |  |  |  |  |  |
|  |                                            |  |  |  |  |  |  |  |  |  |  |  |  |  |  |  |
|  | 24. Juan IV, conde de Katzenelnbogen       |  |  |  |  |  |  |  |  |  |  |  |  |  |  |  |
|  |                                            |  |  |  |  |  |  |  |  |  |  |  |  |  |  |  |
|  |                                            |  |  |  |  |  |  |  |  |  |  |  |  |  |  |  |
|  | 12. Felipe I, conde de Katzenelnbogen      |  |  |  |  |  |  |  |  |  |  |  |  |  |  |  |
|  |                                            |  |  |  |  |  |  |  |  |  |  |  |  |  |  |  |
|  |                                            |  |  |  |  |  |  |  |  |  |  |  |  |  |  |  |
|  | 25. Ana de Katzenelnbogen                  |  |  |  |  |  |  |  |  |  |  |  |  |  |  |  |
|  |                                            |  |  |  |  |  |  |  |  |  |  |  |  |  |  |  |
|  |                                            |  |  |  |  |  |  |  |  |  |  |  |  |  |  |  |
|  | 6. Felipe II de Katzenelnbogen             |  |  |  |  |  |  |  |  |  |  |  |  |  |  |  |
|  |                                            |  |  |  |  |  |  |  |  |  |  |  |  |  |  |  |
|  |                                            |  |  |  |  |  |  |  |  |  |  |  |  |  |  |  |
|  | 26. Everardo IV, conde de Wurtemberg       |  |  |  |  |  |  |  |  |  |  |  |  |  |  |  |
|  |                                            |  |  |  |  |  |  |  |  |  |  |  |  |  |  |  |
|  |                                            |  |  |  |  |  |  |  |  |  |  |  |  |  |  |  |
|  | 13. Ana de Wurtemberg                      |  |  |  |  |  |  |  |  |  |  |  |  |  |  |  |
|  |                                            |  |  |  |  |  |  |  |  |  |  |  |  |  |  |  |
|  |                                            |  |  |  |  |  |  |  |  |  |  |  |  |  |  |  |
|  | 27. Enriqueta de Mömpelgard                |  |  |  |  |  |  |  |  |  |  |  |  |  |  |  |
|  |                                            |  |  |  |  |  |  |  |  |  |  |  |  |  |  |  |
|  |                                            |  |  |  |  |  |  |  |  |  |  |  |  |  |  |  |
|  | 3. Otilia de Katzenelnbogen                |  |  |  |  |  |  |  |  |  |  |  |  |  |  |  |
|  |                                            |  |  |  |  |  |  |  |  |  |  |  |  |  |  |  |
|  |                                            |  |  |  |  |  |  |  |  |  |  |  |  |  |  |  |
|  | 28. Engelberto I de Nassau                 |  |  |  |  |  |  |  |  |  |  |  |  |  |  |  |
|  |                                            |  |  |  |  |  |  |  |  |  |  |  |  |  |  |  |
|  |                                            |  |  |  |  |  |  |  |  |  |  |  |  |  |  |  |
|  | 14. Enrique II, conde de Nassau-Dillenburg |  |  |  |  |  |  |  |  |  |  |  |  |  |  |  |
|  |                                            |  |  |  |  |  |  |  |  |  |  |  |  |  |  |  |
|  |                                            |  |  |  |  |  |  |  |  |  |  |  |  |  |  |  |
|  | 29. Johanna van Polanen                    |  |  |  |  |  |  |  |  |  |  |  |  |  |  |  |
|  |                                            |  |  |  |  |  |  |  |  |  |  |  |  |  |  |  |
|  |                                            |  |  |  |  |  |  |  |  |  |  |  |  |  |  |  |
|  | 7. Otilia de Nassau                        |  |  |  |  |  |  |  |  |  |  |  |  |  |  |  |
|  |                                            |  |  |  |  |  |  |  |  |  |  |  |  |  |  |  |
|  |                                            |  |  |  |  |  |  |  |  |  |  |  |  |  |  |  |
|  | 30. Roberto IV de Virneburg                |  |  |  |  |  |  |  |  |  |  |  |  |  |  |  |
|  |                                            |  |  |  |  |  |  |  |  |  |  |  |  |  |  |  |
|  |                                            |  |  |  |  |  |  |  |  |  |  |  |  |  |  |  |
|  | 15. Genoveva de Virneburg                  |  |  |  |  |  |  |  |  |  |  |  |  |  |  |  |
|  |                                            |  |  |  |  |  |  |  |  |  |  |  |  |  |  |  |
|  |                                            |  |  |  |  |  |  |  |  |  |  |  |  |  |  |  |
|  | 31. Inés de Solms-Braunfels                |  |  |  |  |  |  |  |  |  |  |  |  |  |  |  |
|  |                                            |  |  |  |  |  |  |  |  |  |  |  |  |  |  |  |
|  |                                            |  |  |  |  |  |  |  |  |  |  |  |  |  |  |  |